# Полосатая барабуля
Полосатая барабуля, или средиземноморская султанка (лат. Mullus surmuletus), — вид лучепёрых рыб из семейства барабулевых (Mullidae).

## Описание
Отличается от обыкновенной султанки пологим рылом, более длинными усиками, наличием продольных красных и желто-коричневых полос на теле и темных пятен на первом спинном плавнике. Достигает в длину 40 см (обычно 20—25 см) и массы 1 кг.

## Биология
Морская придонная рыба. Обитает у морских берегов. Предпочитает твердый грунт, хотя встречается и над песчаными и илистыми грунтами. Не образует больших стай. Питается ракообразными, полихетами, моллюсками и мелкой рыбой. Нерест с мая по июль. Икра и личинки пелагические.

## Ареал
Северо-восточная Атлантика, от Шотландии до Канарских островов, редко до Бергена в Норвегии и в западной части Балтийского моря; Средиземное море, Чёрное море. В Средиземное море через Суэцкий канал попали родственные виды: чернохвостая козобородка (Upeneus moluccensis) и Upeneus pori с формой туловища, подобной форме полосатой барабули.

## Значение

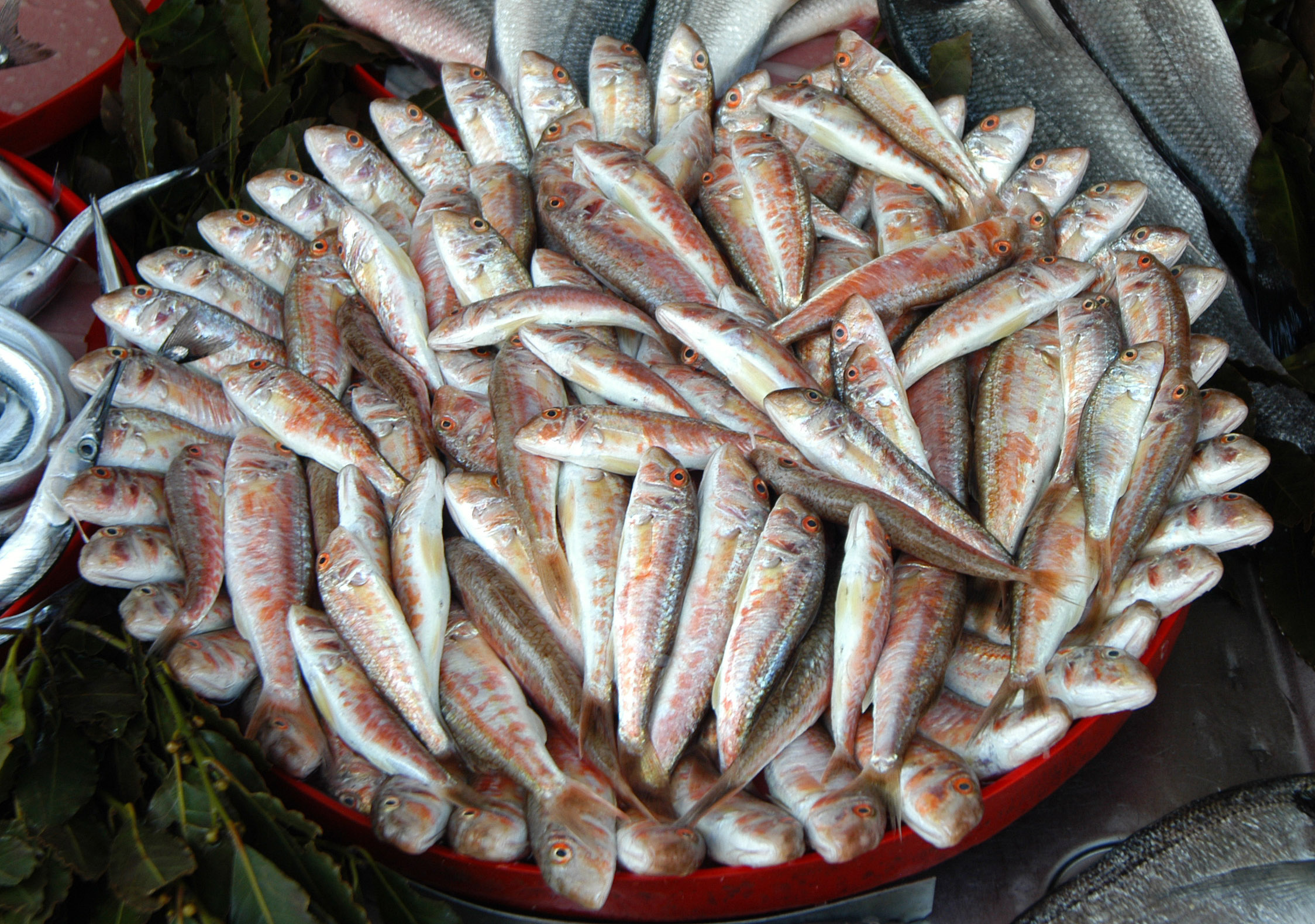
Барабулька на рынке

У барабульки очень вкусное и нежное мясо, поэтому её издавна промышляли у берегов Средиземного и Чёрного морей. Особой популярностью пользовались эти рыбки в древнем Риме. Согласно преданию, крупные барабульки оплачивались равным им по весу количеством серебра.